# Castellammare di Stabia
Castellammare di Stabia er en italiensk by og kommune i regionen Campania. Byen har 62.772(2023)indbyggere og er hovedby i Napoli-provinsen.